# Gora pri Pečah
Gora pri Pečah este o localitate din comuna Moravče, Slovenia, cu o populație de 111 locuitori.